# El capital financiero

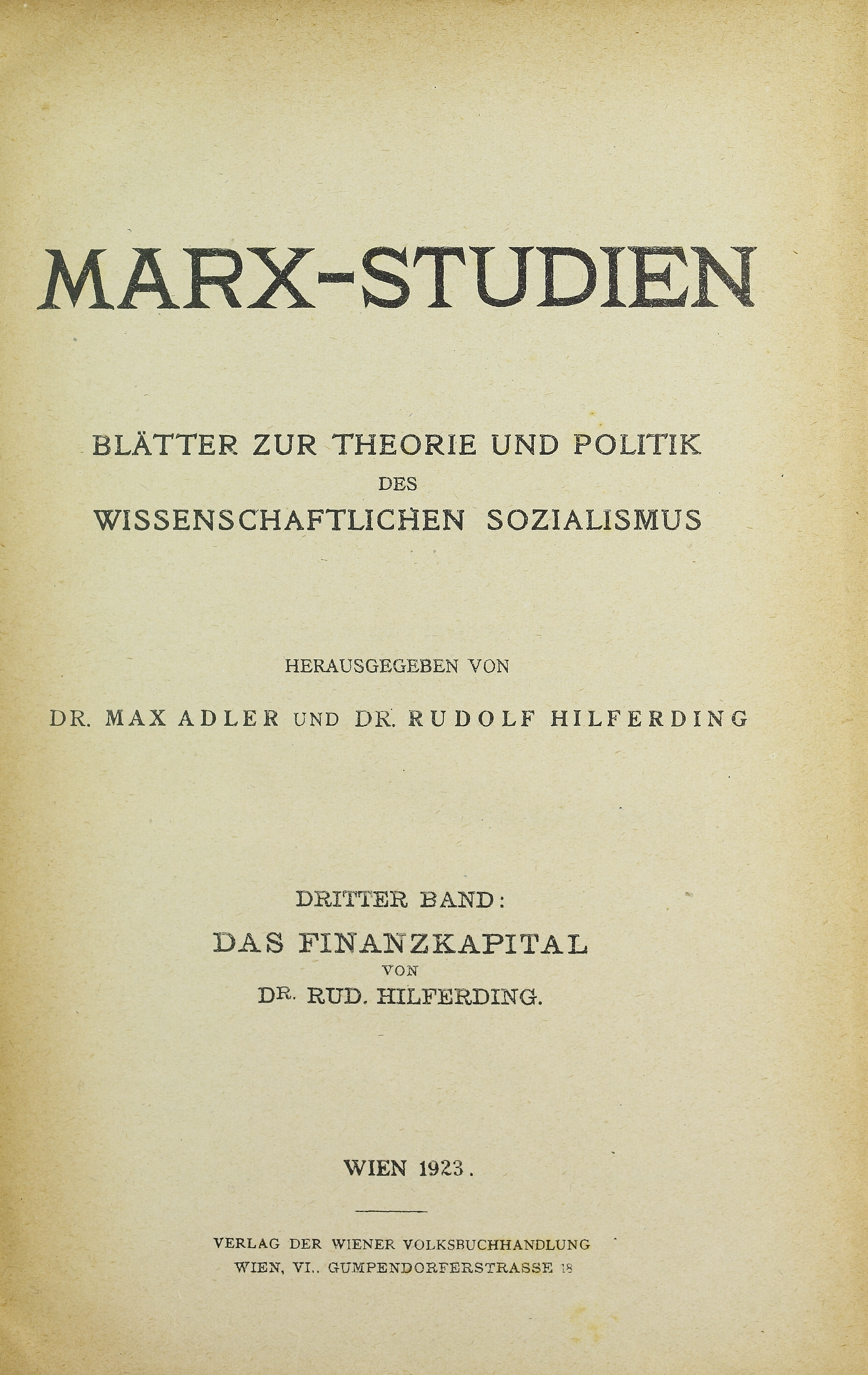
El capital financiero de Hilferding (Das Finanzkapital), 1923.

El capital financiero (en alemán: Das Finanzkapital) es una obra economía política del economista marxista Rudolf Hilferding (1877-1941) que se publicó por primera vez en 1910 en Viena. El capital financiero fue "el análisis marxista fundamental de la transformación del 'capitalismo liberal' competitivo y pluralista en 'capital financiero' monopolista", y anticipó en gran medida escritos "derivados" sobre el tema de Lenin y Bujarin. El libro fue una respuesta al revisionismo reformista de Eduard Bernstein dentro del austromarxismo, quien argumentó que el avance del capitalismo había atenuado sus contradicciones internas, surgiendo una nueva etapa de "capitalismo reformado". Hilferding por el contrario argumentó "que las contradicciones del capitalismo se estaban agudizando".

## Contenido
El capital financiero tenía como objetivo refutar los ataques "revisionistas" del Eduard Bernstein. Escribiendo en el contexto de la economía altamente cartelizada de finales de Austria-Hungría, Hilferding contrastó el capitalismo financiero monopolista con el capitalismo anterior, "competitivo" y "bucanero" de la era liberal anterior. La unificación de los intereses industriales, mercantiles y bancarios había desactivado las anteriores demandas capitalistas liberales de reducir el papel económico de un Estado mercantilista; en cambio, el capital financiero buscó un "Estado centralizado y dispensador de privilegios". Hilferding vio esto como parte de la inevitable concentración de capital exigida por la economía marxista.
El capital financiero es un “estudio del desarrollo reciente del capitalismo”. Para Hilferding, el desarrollo de sociedades anónimas y, en última instancia, de monopolios fue un paso importante desde el capitalismo de libre competencia hacia el capitalismo monopolista. Como resultado de la monopolización y la concentración, los pequeños empresarios y los pequeños inversores están siendo expulsados. La creciente fusión de las empresas y el Estado está conduciendo al capitalismo monopolista de Estado. El “capital financiero” fue moldeado por los estrechos vínculos personales de Hilferding con Karl Kautsky y el debate sobre el revisionismo.

Mientras que, hasta la década de 1860, las demandas del capital y de la burguesía habían sido, en opinión de Hilferding, demandas constitucionales que habían "afectado a todos los ciudadanos por igual", el capital financiero buscaba cada vez más la intervención estatal en nombre de las clases propietarias de riqueza; Los capitalistas, más que la nobleza, dominaban ahora el Estado.
Tres puntos principales forman el núcleo del libro: primero, que los rasgos más característicos del capitalismo "moderno" son "esos procesos de concentración que, por un lado, 'eliminan la libre competencia' a través de la formación de cárteles y trusts, y por el otro, llevan al capital bancario e industrial a una relación cada vez más íntima. A través de esta relación ... El capital asume la forma del capital financiero, su expresión suprema y más abstracta"; en segundo lugar, que en principio no hay límites a este proceso de centralización, de modo que "el resultado final del proceso sería la formación de un cártel general"; y en tercer lugar, que el esfuerzo por introducir la "regulación consciente" de toda la producción capitalista "inevitablemente se vería afectado por el conflicto de intereses [en la sociedad] que se intensifica hasta el extremo punto".
Hilferding vio en esto una oportunidad para un camino hacia el socialismo distinto del previsto por Karl Marx: "La función socializadora del capital financiero facilita enormemente la tarea de superar el capitalismo. Una vez que el capital financiero ha traído las ramas más importantes (sic) del producción bajo su control, basta que la sociedad, a través de su órgano ejecutivo consciente -el Estado conquistado por la clase obrera- se apodere del capital financiero para obtener el control inmediato de estas ramas de producción". Esto haría innecesario expropiar "granjas campesinas y pequeñas empresas" porque serían socializadas indirectamente, a través de la socialización de instituciones de las cuales el capital financiero ya las había hecho dependientes. Por lo tanto, debido a que una clase estrecha dominaba la economía, la revolución socialista podría obtener un apoyo más amplio expropiando directamente sólo a esa clase estrecha. En particular, según Hilferding, las sociedades que no habían alcanzado el nivel de madurez económica anticipado por Marx como "maduras" para el socialismo podrían abrirse a las posibilidades socialistas. Además, "la política del capital financiero está destinada a conducir a la guerra y, por tanto, al desencadenamiento de tormentas revolucionarias".
Se pueden aducir varias razones para la amplia difusión de las ideas de Hilferding sobre el capital financiero. La teoría de Hilferding pone en primer plano los sorprendentes y espectaculares acontecimientos de la bolsa de valores y el poder de los bancos. Hilferding analiza los conflictos de los distintos capitalistas, el capital industrial versus el capital comercial, el mercado de valores y el capital bancario versus el capital industrial. Analiza una nueva fase capitalista, el dominio del capital financiero.
Al igual que Mijaíl Tugán-Baranovski, Hilferding rechaza que la tesis marxiana del subconsumo y la sobreproducción como causa de las crisis económicas (véase: Tendencia decreciente de la tasa de ganancia). Las crisis surgen "en la capacidad del sistema por absorber fuerzas productivas cada vez más potentes". La tendencia a la acumulación del capital imposibilita transformar plusvalor de las fuerzas productivas en capital, lo cual rompe el equilibrio económico, surge la burbuja financiera y se genera la crisis. Esta teoría basa en el análisis del Tomo II de El capital de Marx.

## Recepción
Cuando Rudolf Hilferding presentó al público su libro El capital financiero en 1910, inmediatamente obtuvo gran éxito. La obra fue recibida positivamente por sus contemporáneos marxistas. Otto Bauer lo vio como “la obra que esperábamos desde hacía mucho tiempo” y Karl Kautsky habló con dignidad del “cuarto volumen de El Capital”. Según Bauer, Hilferding llenó "las lagunas resultantes" de las antiguas presentaciones del desarrollo del capitalismo. "A la misma conclusión llegó Julian Marchlewski", colaborador de Rosa Luxemburg, y para Lenin fue "la base teórica de su folleto sobre el imperialismo, escrito en 1916 para explicar las causas de la Primera Guerra Mundial". Lenin utilizó el contenido de su obra El imperialismo, fase superior del capitalismo y calificó el libro como un “estudio teórico de gran valor”. La afirmación de Hilferding era la de un análisis libre de valores equivalente a la economía ortodoxa. Este "logro de la integración" ha sido subrayado, por ejemplo, por el intérprete de Hilferding Pietranera cuando evalúa la teoría del capital financiero como una "contribución genuina e ingeniosa", como un "puente necesario para la teoría marxista y la no marxista". Los intérpretes posteriores estuvieron de acuerdo en gran medida con este juicio y, como Fred Oelßner, interpretaron el capital financiero de Hilferding como un "desarrollo significativo de la teoría económica de Marx".

## Ediciones
- Primera edición: Das Finanzkapital. Eine Studie zur jüngsten Entwicklung des Kapitalismus. Viena: Editorial Volksbuchhandlung Ignaz Brand & Co. de Viena; 1910
- Ediciones posteriores: 1920, 1923, 1927, 1947, 1955, 1968, 1971, 1973, 1974 y 2000. [17]

### En español
- Hilferding, Rudolf (1963). El capital financiero. Tecnos.
- Hilferding, Rudolf (1985). El capital financiero. Clásicos Del Pensamiento. Tecnos. ISBN 9788430911585.